# Malachor V
Malachor V, of kortweg Malachor, was een Outer Rim-planeet in het fictieve sterrenstelsel van Star Wars. De planeet bevond zich in het Malachor-systeem. Voorafgaand aan het laatste gevecht van de Mandaloriaanse oorlogen was de planeet vruchtbaar en gastvrij. Na de catastrofe veroorzaakt door de Mass Shadow Generator, werd het een gebarsten en verwrongen woestenij bedekt met grillige kliffen en geteisterd door constante onweersbuien. Het werd bewoond door monsterlijke stormbeesten. De zwaartekracht van de planeet was onstabiel, waardoor het voor sterrenschepen gevaarlijk was om daar heel lang te blijven.
De planeet werd vernietigt door Darth Revan.